# 弗格森克羅斯羅茲 (阿肯色州)
弗格森克羅斯羅茲（英語：Ferguson Crossroads）是位於美國阿肯色州米勒縣的一個非建制地區。該地的面積和人口皆未知。

## 地理
弗格森克羅斯羅茲的座標為33°19′58″N 93°57′12″W / 33.33278°N 93.95333°W，而該地的平均海拔高度為98米（即322英尺）。